# Távora Varosa
Le Távora Varosa est une appellation d'origine (DOC) portugaise produite dans le terroir viticole de Távora-Varosa, couvrant une partie des concelhos de Moimenta da Beira, Penedono Sernancelhe, Tabuaço, Armamar, Lamego et Tarouca. 

## Géographie
Elle est située, au nord du pays, sur le piémont de la Serra da Nave entre les rivières Paiva et Távora dans la Vale Varosa. 

## Type de vin
Ses vins peuvent être blanc, rouge, rosé ou mousseux.

## Encépagement
Les cépages, utilisés pour les rouges et les rosés, sont Alvarelhão, Tinta roriz, Bastardo, Malvasia Preta, Marufo, Castelão, Rufete, Tinta barroca, Pinot noir, Barca, Touriga franca, Touriga nacional, Trincadeira (ou Tinta amarela) et Vinhão. Les blanc sont vinifiés à base de Bical, Arinto (Pedernã), Chardonnay, Dona branca, Fernão Pires (Maria Gomes), Folgasão, Gouveia, Malvasia fina, Malvasia rei et Pinot blanc.